# Dissaugraben bei Wetzendorf
Der Dissaugraben bei Wetzendorf ist ein FFH-Gebiet in den Städten Nebra (Unstrut) und Bad Bibra und der Gemeinde Karsdorf im Burgenlandkreis in Sachsen-Anhalt.

## Allgemeines
Das FFH-Gebiet ist circa 88 Hektar groß. Es überlagert sich größtenteils mit dem Landschaftsschutzgebiet „Unstrut-Triasland“ und umfasst die Naturdenkmale „Lerchenhügel“ und „Fuchsberg“. Das FFH-Gebiet ist durch die Landesverordnung zur Unterschutzstellung der Natura 2000-Gebiete im Land Sachsen-Anhalt (N2000-LVO LSA) seit dem 21. Dezember 2018 rechtlich gesichert. Zuständige untere Naturschutzbehörde ist der Burgenlandkreis

## Beschreibung
Das FFH-Gebiet liegt nordwestlich von Naumburg (Saale) im Naturpark Saale-Unstrut-Triasland. Es umfasst einen Abschnitt des tief eingeschnittenen Trockentals der Dissau mit Hangbereichen, die von teilweise verbuschten Trockenrasen und bewaldeten Flächen eingenommen werden. Dazwischen liegende Ackerflächen sind nicht in das FFH-Gebiet einbezogen.
Die Trockenrasen sind teilweise großflächig ausgebildet. Sie werden von Furchenschwingel und Fiederzwenke aufgebaut, kleinflächig auch von Pfriemengras und Bartgras. Dazu gesellen sich unter anderem Mittleres Zittergras, Zierliches Schillergras, Erdsegge, Wundklee, Echter Gamander, Fransenenzian, Gelbe Skabiose, Taubenskabiose, Hügelmeier, Rispenflockenblume, Skabiosenflockenblume, Aufrechter Ziest, Frühblühender Thymian, Gemeines Sonnenröschen, Pferdesesel und Ohrlöffelleimkraut. Die Wälder sind kleinflächig als Eichen-Hainbuchenwälder bzw. als Schlucht- und Hangmischwälder ausgebildet. Die Eichen-Hainbuchenwälder werden von Feldahorn, Gemeiner Esche, Stieleiche und Winterlinde aufgebaut, zu denen sich die Hainbuche gesellt. In der Krautschicht siedeln unter anderem Buschwindröschen, Maiglöckchen, Echte Schlüsselblume, Waldzwenke, Waldknäuelgras, Hainrispengras, Goldnessel und Echte Nelkenwurz. In den Schlucht- und Hangmischwäldern stocken Hainbuche, Trauben- und Stieleiche, Gemeine Esche, Feldahorn, Feld- und Bergulme sowie Winter- und Sommerlinde. In der Krautschicht siedeln unter anderem Knoblauchsrauke, Taumelkälberkropf, Ruprechtskraut, Christophskraut, Giersch, Vielblütige Weißwurz, Geflecktes Lungenkraut, Große Sternmiere und Waldveilchen.
Die Trockenrasen sind Lebensraum für Schlingnatter und Zauneidechse.
Das FFH-Gebiet ist größtenteils von landwirtschaftlichen Nutzflächen umgeben.